# Micropsitte pygmée
Micropsitta keiensis
Espèce
Statut de conservation UICN

 LC  : Préoccupation mineure
Statut CITES
La Micropsitte pygmée (Micropsitta keiensis) est une espèce de perruche pygmée

## Répartition
On la trouve en Indonésie et en Papouasie-Nouvelle-Guinée.

## Habitat
Elle habite les forêts humides tropicales et subtropicales et les mangroves.

## Sous-espèces
D'après Alan P. Peterson, 3 sous-espèces ont été décrites :
- Micropsitta keiensis chloroxantha Oberholser 1917
- Micropsitta keiensis keiensis (Salvadori) 1876
- Micropsitta keiensis viridipectus (Rothschild) 1911